# Jehiel Baschan
Jehiel Baschan (auch gelistet als Yehiel Bassan; * 1550 auf Rhodos; † 1625 in Konstantinopel) war ein Rabbiner des 17. Jahrhunderts.

## Leben
Er war Autor von Responsen und Rabbiner in Konstantinopel. Während seiner Rabbinerzeit regierten die Sultane Mehmed III., Ahmed I., Mustafa I., Osman II. und Murad IV.